# Fujisawa
Fujisawa (藤沢市 Fujisawa-shi?) es una ciudad en la prefectura de Kanagawa, Japón.
Su población es de unos 416,000 habitantes con una densidad poblacional de 5990 personas/km² (datos junio de 2012). Abarca un área de  69.51 km².

## Geografía
Fujisawa se encuentra en la zona central de la prefectura de Kanagawa. Se asienta sobre la bahía de Sagami sobre el Océano Pacífico. El sector norte de la ciudad se encuentra emplazado en la meseta de Sagamino mientras que la zona sur se encuentra sobre las dunas Shonan. Fujisawa posee tres características topográficas destacadas: la isla de Enoshima al sur que se conecta con la costa de Katase mediante un puente carretero, y dos ríos, el Hikichi (引地川?) y el Sakai (境川?), que corre en dirección norte a sur.
Las nacientes del Hikichi se encuentran en una zona que es una reserva natural en la ciudad de Yamato y fluye directamente a lo largo del límite de la Base Naval Aérea de Atsugi y el Camp Zama del Ejército de Estados Unidos. El Sakai fluye directamente desde las montañas entre Machida y Hachioji, y en parte de su recorrido es el borde entre el Área Metropolitana de Tokio  y la Prefectura de Kanagawa. Desde el centro de la ciudad de Machida, se puede seguir el trayecto del río a pie o bicicleta hasta el centro de la ciudad de Fujisawa, por una distancia de unos 35 km. Otra senda para bicicleta corre paralela a la senda Costera de Shonan, desde el río Sagami, en Hiratsuka, hasta el puente Enoshima en Fujisawa.

### Municipios vecinos
- Yokohama
- Kamakura
- Yamato
- Ebina
- Ayase
- Samukawa
- Chigasaki

## Historia

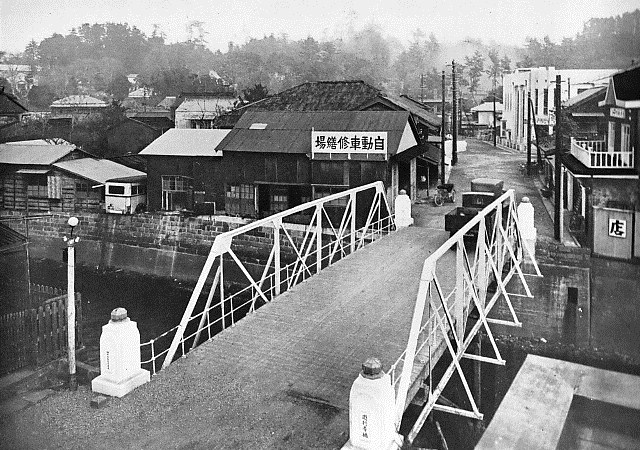
Fujisawa en 1933.

La zona en cercanías de la actual ciudad de Fujisawa ha estado habitada por miles de años. En numerosos sitios de la región los arqueólogos han encontrado,   herramientas de piedra y montículos de conchas del período paleolítico en Japón, trozos de cerámicas del periodo Jomon, y tumbas del  período Kofun. La zona es mencionada en las crónicas  Nihon Shoki del período Nara. En el período Heian, la  provincia central de Sagami fue dividida en shoen controladas por Muroaoka, Oe, y otros señores de la guerra locales. Durante el período Kamakura, Fujisawa fue lugar de varias batallas para destronar al shogunato Kamakura tal como se menciona en el Taiheiki de fines del siglo XIV. Durante el período Muromachi, Fujisawa se desarrolló en torno a Yugyo-ji, un templo budista, que fuera construido en 1325.
Durante el período Edo, Fujisawa prosperó como Fujisawa-shuku, una shukuba en la carretera Tōkaidō que conectaba Edo con Kyoto. El shogun Tokugawa Ieyasu construyó un palacio en Fujisawa como sitio de descanso en el trayecto entre Edo y Sunpu.
Durante la  restauración Meiji, la zona fue dividida en villas en los distritos de Kōza y Kamakura dentro de la prefectura de Kanagawa. En 1878 se estableció en Fujisawa la oficina de administración del distrito de Kōza. La zona se desarrolló con rapidez luego de que se inaugurara en 1887 la estación Fujisawa de la línea de ferrocarril Tōkaidō.
Durante la reforma catastral de 1889, se crearon los poblados de Fujisawa-Ōsaka (en el distrito de Kōza) y Fujisawa-Ōtomi (en el distrito de Kamakura ) agrupando los caseríos que existían en la zona. El Emperador Meiji visitó Fujisawa en 1891 para presenciar maniobras militares. A partir de 1907 se estableció en Fujisawa el Regimiento de Infantería No 49 del Ejército Imperial de Japón (IJA). Ese mismo año, el poblado de Fujisawa-Ōsaka absorbió al poblado de Fujisawa-Ōtomi y se expandió aún más en 1908 al anexar a las villas vecinas de Kugenuma y Meiji (ambas del distrito de Kamakura), pasando a denominarse pueblo de Fujisawa.
En 1923 el gran terremoto Kanto causó importantes daños en Fujisawa, destruyendo cerca de 4,000 casas. En 1926 se creó en Tsujido una escuela de artillería de la Marina Imperial de Japón.
En 1940 el pueblo de Fujisawa fue recategorizado como ciudad. Fujisawa se expandió y en 1941 anexa la villa de Muraoka, la villa de  Mutsuai en 1942, el pueblo de Katase en 1947, y las villas de Goshomi, Chogo, Takakura y partes de Koide (caserío de Endo) en 1955. En Fujisawa se organizaron las pruebas de yachting durante la Olimpiada de 1964.
Una mejora y desarrollo de sus líneas de transporte, tales como la línea de metro Yokohama y servicios expreso de trenes de la línea Odakyu, han convertido a Fujisawa en un centro cada vez más atractivo y eficiente como suburbio de Tokio y Yokohama.

## Economía
Fujisawa tiene una economía mixta con una importante componente industrial. Isuzu posee una gran fábrica de camiones cerca de  Shonandai, Kobe Steel tiene su planta industrial en la zona este de la ciudad, en la misma zona tiene su sede NSK Microprecision, fabricante de rodamientos y partes de precisión. Sony opera el Centro Tecnológico Shonan en Fujisawa. Ebara Corporation posee una planta en Fujisawa donde fabrica equipos para plateado, purificación de agua mediante ozono y control de gases de combustión.
Fujisawa posee un gran número de amplios centros comerciales y posee el mayor centro comercial urbano en la costa Shonan. Fujisawa  también hace de ciudad dormitorio para Yokohama y Tokio.

## Educación
Fujisawa cuenta con diversas escuelas secundarias que dependen de la ciudad y de la prefectura, incluida la Shonan High School, una de las escuelas secundarias más destacadas de Kanagawa. También cuenta más o menos con la misma cantidad de escuelas privadas.
Existen cuatro campus universitarios en Fujisawa: el Shonan Fujisawa Campus de la prestigiosa Universidad Keio con tres facultades y una escuela para graduados en Endo, la Escuela de Ciencias Naturales de la Universidad Nihon Mutsuai, y la Facultad de Estudios Globales de la Universidad Tama cerca de Shonandai, todos en la zona norte de la ciudad, y el Instituto Shonan de Tecnología en Tsujido Nishikaigan en el sur.

## Atracciones

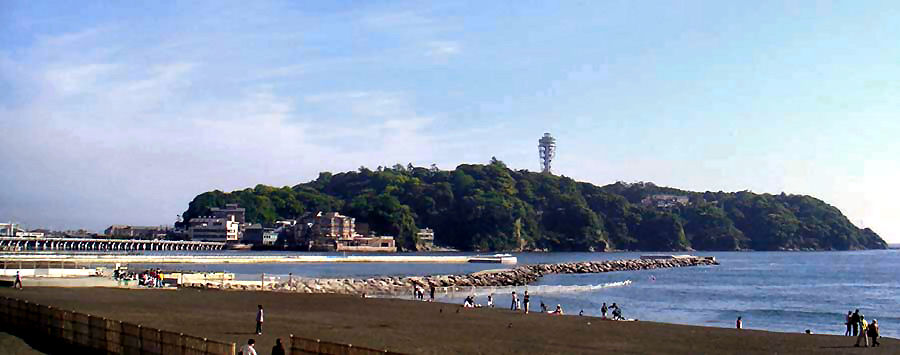
Isla de Enoshima.

Fujisawa permanece como referencia de la imagen del 'estilo de vida Shōnan', y las buenas vías de comunicación que la enlazan con el resto del país la convierten en un destino popular de paseantes de fin de semana de la región de Kanto. Durante el verano las competencias de surf y voleibol playero atraen a los visitantes, especialmente a los jóvenes, que además concurren a los bares y casas de descanso a lo largo de la costa desde Kugenuma Kaigan hasta Enoshima Kaigan.
Durante el verano en Fujisawa se realizan dos importantes espectáculos de fuegos artificiales, a finales de julio y comienzos de agosto, por lo general intercalados entre festivales similares en Chigasaki, Hiratsuka, Kamakura, y Yokohama.
La isla de Enoshima cuenta con numerosas atracciones, incluidos los jardines botánicos y el faro de Enoshima que puede ser visitado. Desde su extremo que se eleva 119.6 m ofrece una vista excelente de la zona y en un día despejado se puede ver hasta el Monte Fuji. Existen numerosos y famosos santuarios Shinto, algunos emplazados en cuevas sobre el lado sur de la isla.
Uno de los productos más populares de Fujisawa es el shirasu, similar aunque mucho más pequeño y suave que los pececillos juveniles.

## Ciudades hermanadas
Fujisawa mantiene un hermanamiento de ciudades con:
- Miami Beach, Florida, Estados Unidos. (1959)
- Kunming, Yunnan, China. (1981)
- Windsor, Ontario, Canadá. (1987)
- Boryeong, Chungcheong del Sur, Corea del Sur. (2002)
- Matsumoto, Nagano, Japón.